# Surpierre
Surpierre (toponimo francese; in tedesco Überstein, desueto) è un comune svizzero di 715 abitanti del Canton Friburgo, nel distretto della Broye.

## Geografia fisica
Appartiene alla zona friburghese della Broye.

## Storia
Il 1° gennaio  2005 ha inglobato il comune soppresso di Praratoud, che si era separato da Surpierre nel 1815, e il 1º gennaio 2017 quello di Villeneuve.

## Monumenti e luoghi d'interesse

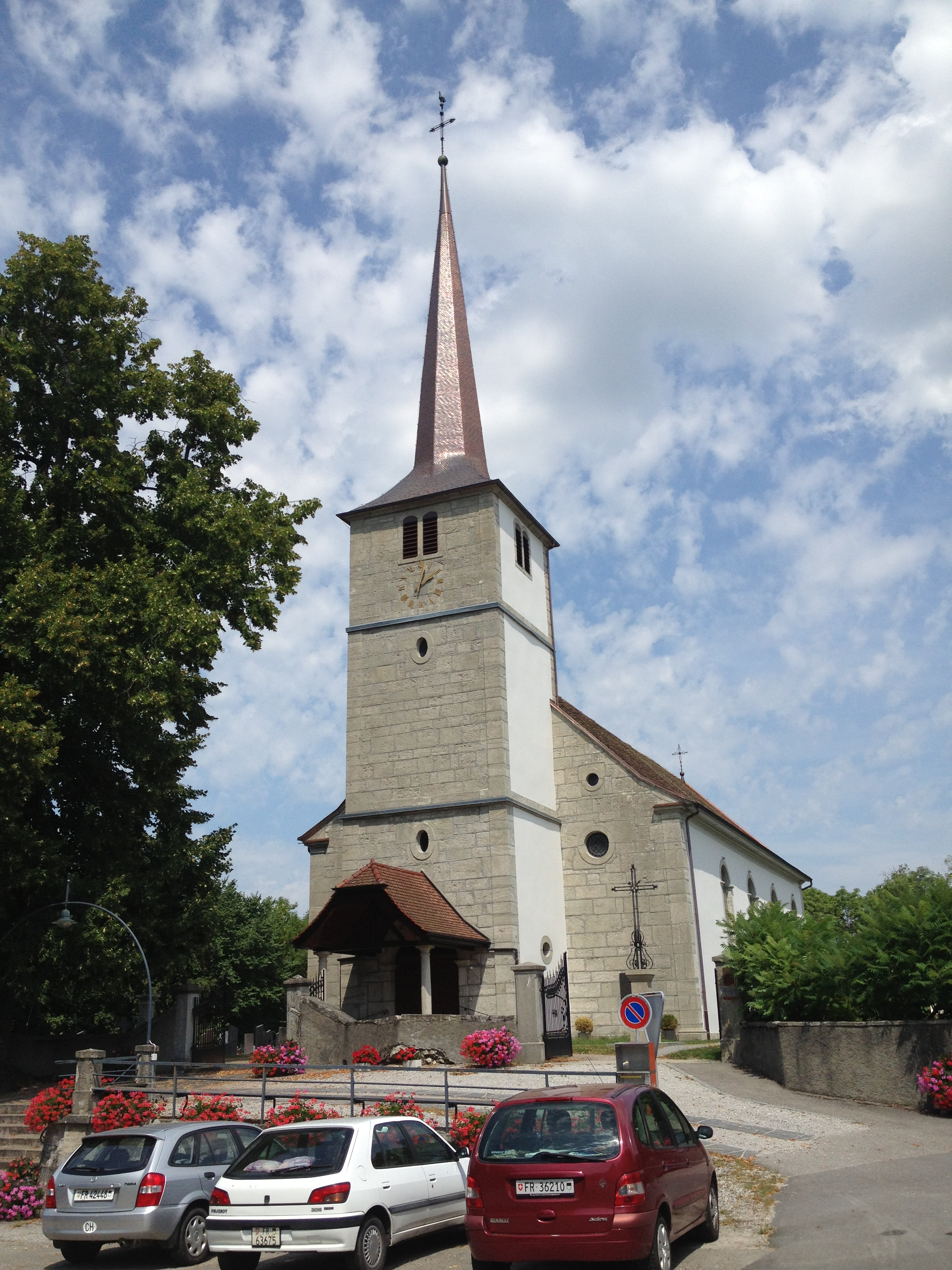
La chiesa cattolica della Natività della Vergine e Santa Maria Maddalena

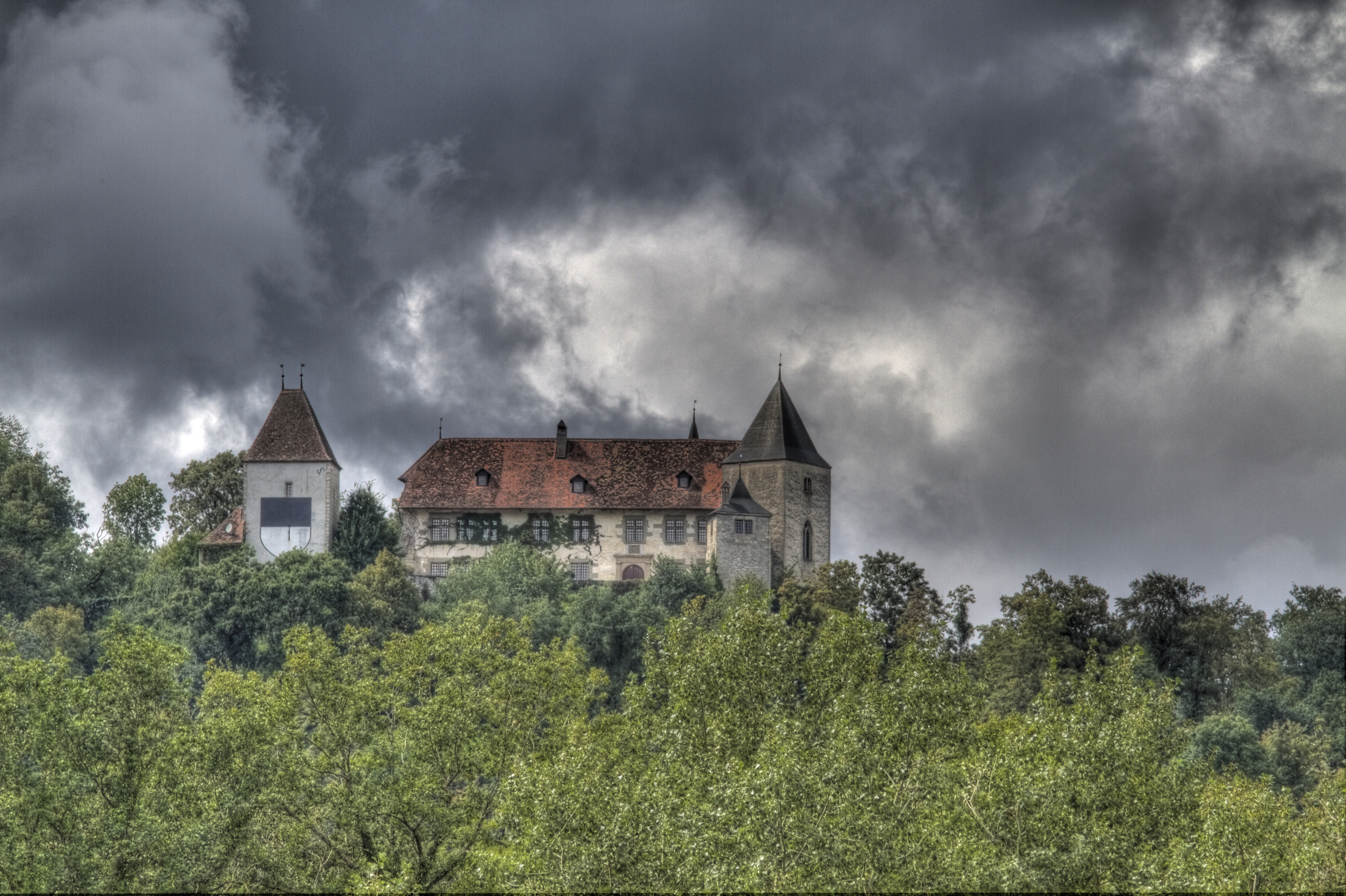
Il castello di Surpierre

- Chiesa cattolica di Nostra Signora dei Campi, attestata dal 1184[1];
- Chiesa cattolica della Natività della Vergine e Santa Maria Maddalena, eretta nel 1820[1];
- Castello di Surpierre, eretto nel XII secolo e ricostruito nel XIII secolo e nel 1544[1].

## Società

### Evoluzione demografica
L'evoluzione demografica è riportata nella seguente tabella:
Abitanti censiti

## Amministrazione
Ogni famiglia originaria del luogo fa parte del comune patriziale che ha la responsabilità della manutenzione di ogni bene comune.